# Penguin (álbum)
Penguin es el séptimo álbum de estudio de la banda británica de rock Fleetwood Mac, publicado en 1973 a través de Reprise Records. Es el primer disco con el guitarrista Bob Weston y el único con el vocalista Dave Walker. Como dato fue titulado de ese modo porque el pingüino es el animal favorito de John McVie, cuya fascinación se originó cuando vivía cerca del zoológico de Londres durante sus primeros días de casado con Christine McVie.
Al igual que los anteriores álbumes no entró en las listas musicales del Reino Unido, pero si en los Estados Unidos en donde alcanzó el puesto 49 en la lista Billboard 200, la posición más alta para un disco de la banda en ese país hasta ese entonces.
Además dentro del listado de canciones, fue grabada una versión de «(I'm a) Road Runner» de la banda estadounidense Junior Walker & the All Stars.

## Lista de canciones
| N.º | Título                 | Escritor(es)           | Duración |  |
| 1.  | «Remember Me»          | C. McVie               | 2:41     |  |
| 2.  | «Bright Fire»          | Welch                  | 4:31     |  |
| 3.  | «Dissatisfied»         | C. McVie               | 3:41     |  |
| 4.  | «(I'm a) Road Runner»  | Holland-Dozier-Holland | 4:52     |  |
| 5.  | «The Derelict»         | Walker                 | 2:43     |  |
| 6.  | «Revelation»           | Welch                  | 4:55     |  |
| 7.  | «Did You Ever Love Me» | C. McVie, Welch        | 3:39     |  |
| 8.  | «Night Watch»          | Welch                  | 6:09     |  |
| 9.  | «Caught in the Rain»   | Weston                 | 2:35     |  |

## Músicos
- Bob Welch: voz y guitarra
- Dave Walker: voz en «(I'm a) Road Runner» y «The Derelict», y armónica en «(I'm a) Road Runner»
- Bob Weston: guitarra líder, slide, banjo y armónica
- Christine McVie: teclados y voz
- John McVie: bajo
- Mick Fleetwood: batería
- Peter Green: guitarra en «Night Watch» (no acreditado)